# Fortis
Fortis was een Belgisch-Nederlandse bank en verzekeraar, die na de verkoop van bedrijfsonderdelen eind september en begin oktober 2008 aan de Nederlandse staat en eind september 2008 aan de Belgische staat in handen is van verschillende eigenaren. Het bedrijf is gesplitst in verschillende ondernemingen met Fortis in de naam.
De voormalige moedermaatschappij, de zogenaamde Fortis holding die uit twee bedrijven bestond (Fortis N.V. en Fortis NV/SA), en sinds 2008 alleen nog maar enkele verzekeringsonderdelen bezit, heeft de nieuwe naam Ageas gekregen.

## Geschiedenis

### Ontstaan
Het bedrijf is in 1990 ontstaan na de fusie van de Nederlandse verzekeringsmaatschappij AMEV met de Nederlandse VSB Bank. In hetzelfde jaar sloot de Belgische AG Groep zich bij hen aan. In de jaren daarna volgden vele overnames in de Benelux. Zo werd in België in 1993 een meerderheidsbelang genomen in ASLK en werd in 1998 rivaal ABN AMRO afgetroefd in de strijd om de Generale Bank. In Nederland werden verschillende verzekeraars zoals ASR Stad Rotterdam, Woudsend en de Amersfoortse overgenomen. Van ABN AMRO werd de chique private bank MeesPierson gekocht in 1997. Fortis werd hierdoor een grote verzameling van financiële dienstverleners, en als geheel een van de grootste van Europa. Het concern had ook belangen elders zoals het in 2005 gekochte Turkse Dışbank.

### Overname ABN AMRO
Een samenwerkingsverband van 3 Europese bankgroepen: Royal Bank of Scotland, Fortis en Banco Santander; het RFS-consortium, ook wel "het bankentrio" genoemd) kondigt in 2007 aan dat zij de Nederlandse bankgroep ABN AMRO overneemt en onderling zal verdelen. De prijs bedraagt ca. 72 miljard euro, voornamelijk in contanten te voldoen (dit is ongeveer € 39 per aandeel ABN Amro). Fortis wil de onderdelen Private banking, Asset Management en de Business Unit Nederland van ABN Amro hebben. Voor haar komt het er dan op aan om haar deel van de koopsom, dat € 24 miljard bedraagt, bijeen te brengen. Ze heeft het geld niet en moet het gaan lenen in een op dat moment zeer moeilijke markt.
De volgende maanden, wanneer steeds duidelijker wordt dat er een financiële crisis aan komt, zal blijken dat deze prijs eigenlijk veel te hoog is en dat Fortis die ook niet zal kunnen betalen. De overmoed van de bestuurders - voorzitter graaf Maurice Lippens legt alle kansen om een lagere prijs te heronderhandelen hoogmoedig naast zich neer - zal  uiteindelijk leiden tot de volledige ondergang van de groep Fortis.
In september 2008 meldt Fortis dat ze haar deel van ABN AMRO Bank weer wil verkopen, om zo contanten te krijgen om haar fors gestegen schulden te financieren. Er werd echter geen koper gevonden.
Op 4 oktober 2008 maakt de Nederlandse regering bekend dat het alle Nederlandse onderdelen van Fortis, inclusief ABN AMRO, heeft overgenomen voor € 16,8 miljard. In dit pakket is ABN AMRO het grootste onderdeel. ABN AMRO en het Nederlandse deel van Fortis zullen worden geïntegreerd en op termijn worden verkocht of naar de beurs worden gebracht.

## Kredietcrisis

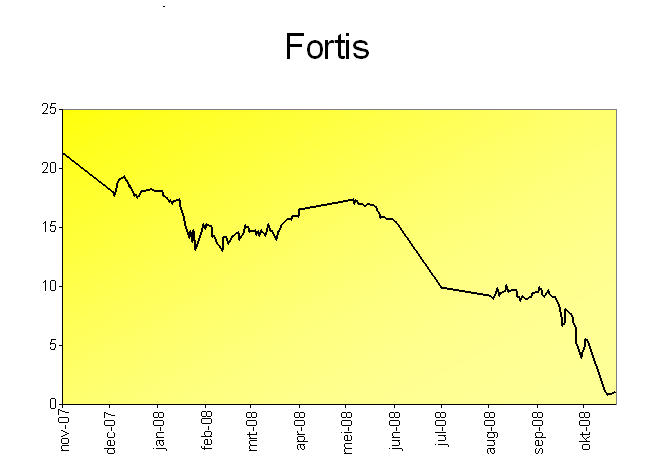
Slotkoersen aandeel Fortis november 2007 tot en met 21 oktober 2008.

Tijdens de wereldwijde kredietcrisis komt de bank in de zomer en herfst van 2008 in een negatieve spiraal terecht. Eind juni wordt de markt opgeschrikt door het bericht van Fortis dat het € 8,3 miljard extra nodig heeft, en het dividend ondanks eerdere toezeggingen geschrapt wordt. De uitgegeven aandelen worden voor 10 euro geplaatst bij onder meer het ABP. Ook de Russische zakenman Suleiman Kerimov stapt in Fortis voor € 400 miljoen. Ook de Chinese verzekeraar Ping-An zou zich voor 2 miljard inkopen in de bank. De leiding van Fortis twijfelt dan zelf al aan het voortbestaan van het bedrijf.
In september verlagen kredietbeoordelaars Moody's en Standard & Poor hun ratings voor Fortis. Fortis verliest zijn positie in de Dow Jones Euro Stoxx 50, de invloedrijke graadmeter van de 50 belangrijkste Europese aandelen. Eind september stort de koers van het aandeel in tot onder de € 5,50, op een later ontkend gerucht dat De Nederlandsche Bank een verzoek had gedaan aan de Rabobank om Fortis bij te springen met een krediet. Interim-Fortistopman Herman Verwilst probeert om analisten en beleggers gerust te stellen. Hij komt echter niet met nadere cijfers en doet de uitspraak dat Fortis zeker niet failliet gaat. De koers van het aandeel zakt verder in en sluit op € 5,18, een verlies van 71% sinds 1 januari 2008 en zo'n 35% in twee dagen. Na die beursdag treedt Verwilst af en wordt vervangen door Filip Dierckx.

### Optreden overheid
Op 28 september wordt bekendgemaakt dat België, Luxemburg en Nederland samen een belang van 49% in Fortis nemen om de crisis te bezweren. De Nederlandse overheid investeert € 4,0 miljard in de Nederlandse tak, België neemt via haar Federale Participatie- en Investeringsmaatschappij (FPIM) voor € 4,7 miljard een belang van 49,9% in de overkoepelende bank-holding "Fortis Bank NV/SA" met daarin o.a. de Belgische bank en Luxemburg neemt voor € 2,5 miljard een belang van 49% in de Luxemburgse tak "Fortis Banque Luxembourg S.A.". Tegelijkertijd zal het belang in RFS Holdings met daarin het overblijvende deel van ABN AMRO van de hand worden gedaan en Fortistopman Maurice Lippens zal opstappen.
De aandelenkoers stijgt aanvankelijk tot € 6, maar stort al snel in tot onder de € 4. In de loop van de dag komt Fortis met een persbericht dat het kernvermogen nu € 30 miljard is, maar dat dit minder zal worden als het resterende deel van ABN AMRO minder opbrengt dan € 12 miljard. In de loop van de week komt de melding dat de deelname van Ping An in Fortis Investments niet doorgaat: Fortis doet het alleen. Dit wordt positief uitgelegd: blijkbaar heeft Fortis het geld niet meer nodig. De koers van het aandeel Fortis krabbelt op, bereikt wederom, even, bijna de € 6 en sluit de week op € 5,41.
Het volgende weekend blijkt dat de eerste reddingsactie niet voldoende was. Doordat grote klanten massaal hun vermogen weghalen bij de bank verdampt de financiële injectie van de overheden al snel. Op vrijdag 3 oktober houden premier Balkenende, minister Bos en bankpresident Wellink na het sluiten van de beurs een persconferentie waarin zij meedelen dat de Nederlandse overheid de Nederlandse delen van Fortis koopt met daarbij het overblijvende deel van ABN AMRO. Daarvoor zal Nederland ruim € 16,8 miljard betalen. De kapitaalinjectie van € 4 miljard, een week eerder, vervalt daarmee. Bos stelt dat Nederland de gezonde delen van Fortis zo veilig gesteld heeft en het besmettingsgevaar buitengesloten heeft.
In de nacht van 5 op 6 oktober wordt bekendgemaakt dat het Franse BNP Paribas grote delen van Fortis overneemt. Fortis groep zelf en haar beursnotering blijft bestaan, maar in een sterk uitgeklede vorm. De Belgische overheid neemt voor nog eens € 4,7 miljard heel Fortis Bank België over (99,3%), en ruilt dan vervolgens aandelen uit met BNP Paribas. België wordt voor 11 à 12 procent grootaandeelhouder in BNP Paribas, terwijl BNP Paribas 75% eigenaar wordt van Fortis Bank België.
Voor Luxemburg ontstaat een analoge situatie, Luxemburg wordt voor 1,4% eigenaar van BNP Paribas, en BNP Paribas wordt voor 66% eigenaar van de Luxemburgse bank.
Ook de verzekeringsmaatschappijen worden verkocht aan BNP Paribas, behalve Fortis Insurance International NV. Dit laatste bedrijf gaat door als het beursgenoteerde Fortis, dat dan verder bestaat uit een 66% belang in het bedrijf dat gestructureerde producten aanbiedt - de "probleemkredieten" - en de opbrengsten van verkoop van onderdelen. De handel in het aandeel Fortis zal stilgelegd worden om aandeelhouders de kans te geven te begrijpen wat er gebeurd is.
Fortis doet een persbericht uitgaan, waarin meegedeeld wordt dat van de € 16,8 miljard van de Nederlandse overheid er € 12,8 miljard was voor de bankactiviteiten; dit gedeelte blijft binnen Fortis Bank. De overblijvende € 4 miljard was voor de verzekeringsactiviteiten en deze gaan naar Fortis Groep. Ook de nieuwe € 4,7 miljard van de Belgische overheid gaan naar Fortis Groep, evenals de € 5,73 miljard die BNP Paribas betaalt voor de verzekeringsactiviteiten. De eerdere opbrengsten van € 12,8 miljard van Nederland, € 4,7 miljard van België en € 2,5 miljard van Luxemburg zijn dus door België genationaliseerd voor € 4,7 miljard en voor 75% doorverkocht, in ruil voor € 8,25 miljard aan aandelen BNP Paribas. De probleemkredieten zijn hierbij uitgezonderd en zijn apart ondergebracht in een holding die voor 44.7% bij de toenmalige Fortis Groep (tegenwoordig Ageas) blijft, 43.5% bij de Belgische overheid en 11.8% bij BNP Paribas.

### Nasleep
Na het bekendmaken van het ingrijpen van de overheid begin oktober is de handel in de aandelen Fortis opgeschort. Het was te onduidelijk welke activiteiten er overblijven in Fortis en wat de waarde zou moeten zijn. Pas na een week wordt op 13 oktober de handel in de aandelen Fortis hervat. Het opent 63% lager op € 2 maar zakt in de loop van de week uiteindelijk weg tot ruim onder € 1. Eind november 2008 wordt het (voorlopige) absolute dieptepunt bereikt: een aandeel Fortis kost dan nog maar € 0,57. Dat betekent over heel 2008 een rendement van -89,94%. Verschillende partijen hebben aangegeven een rechtszaak aan te spannen tegen het concern. Onder andere de Vereniging van Effectenbezitters (VEB) meent dat de aandeelhouders verkeerd zijn voorgelicht.
In de Nederlandse boedel van Fortis maakt het onderdeel ABN AMRO een groot deel uit. De suggestie dat het boedel die naam krijgt is dan ook snel gemaakt. Door onhandige uitspraken van bewindslieden ontstaat er tijdelijk wrevel tussen de Belgische en Nederlandse overheid. Met de kolossale verliezen van beleggers worden er al snel schuldigen gezocht.
Op vrijdag 1 januari 2009 maakte RTL Z bekend dat de Belgische centrale bank een staatssteun aan Fortis had gegeven van 100 miljard euro. Ondanks deze steun is het niet gelukt om Fortis overeind te houden.

### Bewezen wanbeleid in 2008 en de juridische gevolgen
Het bestuur van Fortis heeft zich in de periode voor de ondergang van de bank in 2008 op verschillende vlakken schuldig gemaakt aan wanbeleid. Dat heeft de Ondernemingskamer van de rechtbank in Amsterdam op 5 april 2012 bepaald.

De rechtbank in Utrecht oordeelde in februari 2012 al dat Fortis en de voormalige bestuurders Jean-Paul Votron en Gilbert Mittler beleggers hebben misleid. Op 29 juli 2014 werd dit vonnis bevestigd door het Amsterdamse gerechtshof. De Nederlandse Staat werd door het hof gevrijwaard.
Op 19 februari 2013 werd bekend dat ook de Belgische Justitie de voormalige top van Fortis wil vervolgen. De Belgische justitie wil zeven topbestuurders waaronder ex-topman Jean Paul Votron en Maurice Lippens voor de rechter slepen omdat ze een te rooskleurig beeld van de financiële situatie van Fortis hadden geschetst, waardoor beleggers de ondergang van het concern niet zagen aankomen.
Op 6 december 2012 bevestigde de Hoge Raad dat op 5 april 2012 de Ondernemingskamer terecht had gesproken van wanbeleid. De Vereniging van Effectenbezitters bereidde een miljardenclaim voor tegen rechtsopvolger Ageas en de verantwoordelijke bestuurders van destijds. Op 16 maart 2016 kwam een onderlinge schikking tussen VEB en Ageas naar buiten met een waarde van 1,3 miljard euro. Deze schikking wordt voorgelegd aan het gerechtshof te Amsterdam. De bestuurders deden niet mee aan deze schikking. De uitbetaling neemt vele jaren in beslag.

### Verkoop deels teruggedraaid

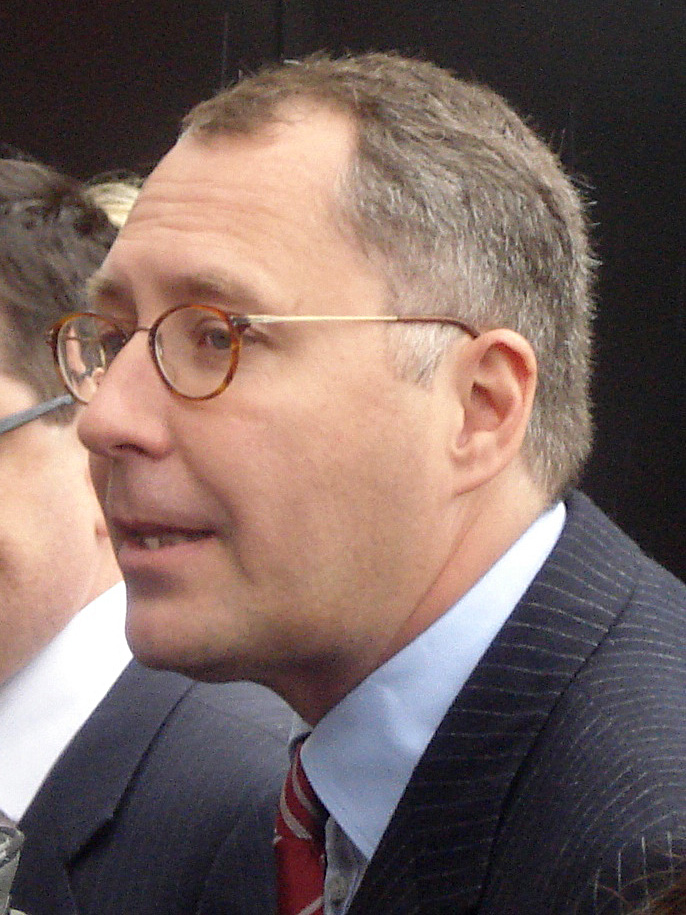
Mischaël Modrikamen in Gent, 28 april 2009, tijdens de algemene vergadering van Fortis aandeelhouders

In België werd de verkoop door de regering van de Fortisactiva aangevochten voor het Brussels gerecht. Dat oordeelde in eerste aanleg dat er inderdaad hoogdringendheid was om de bankactiviteiten te redden, in het belang van de spaarders en de werknemers.
 In een arrest van 12 december 2008 beslisten raadsheren Paul Blondeel en Mireille Salmon van het Brussels Hof van Beroep - na een rechtszaak aangespannen door 2000 aandeelhouders van Fortis via advocaat Mischaël Modrikamen - dat de beslissingen van 3, 5 en 6 oktober 2008 opgeschort moesten worden tot een buitengewone algemene aandeelhoudersvergadering zich er ten laatste op 12 februari 2009 over uitgesproken heeft; raadsheer Christine Schurmans heeft dit arrest niet getekend. Dit arrest werd op 19 februari 2010 nietig verklaard door het Hof van Cassatie en doorverwezen naar het Hof van Beroep van Luik.
Op 11 februari 2009 sprak 50,26% van de aandeelhouders zich op een rumoerige aandeelhoudersvergadering uit tegen de verkoop van de betreffende Fortisonderdelen aan de Belgische staat en de Franse bank BNP Paribas. De Belgische regering is 's avonds voor spoedoverleg bij elkaar gekomen.
De beslissingen van 28 september 2008 zijn gehandhaafd. Daardoor heeft België een belang van 49,9% in Fortis Bank NV/SA. Na het arrest van december 2008 wilde België dit alvast aan BNP Paribas verkopen, maar dat liet weten de overname voorlopig op te schorten tot eind februari 2009.
Het Hof heeft geconstateerd dat de aandelenoverdracht aan de Nederlandse Staat al is uitgevoerd en dat de transactie ook niet meer kan worden opgeschort. De vordering om de integratie van Fortis Bank Nederland en ABN AMRO op te schorten, is eveneens afgewezen. De Nederlandse Staat was geen partij bij de procedure voor het Belgische Hof. Het Hof was van oordeel dat alle vorderingen die tegen de Nederlandse Staat waren ingediend ook om die reden niet toewijsbaar waren. Toch werd op 11 februari 2009 ook deze overdracht door de aandeelhouders verworpen.
Volgens het Nederlandse ministerie van Financiën heeft het vonnis en de uitkomst van de aandeelhoudersvergadering geen gevolgen voor de door de Nederlandse staat gekochte Fortisdelen.

### Fortisfonds
De Belgische overheid zal een fonds oprichten om daarmee eventuele winst op haar belang van 11,6% in BNP Paribas in 2014 uit te betalen aan particulieren uit de Europese Unie die op 1 juli 2008 aandelen Fortis bezaten en op 3 oktober 2008 nog steeds, naar rato van het aantal aandelen met een maximum van 5000 per persoon. De vergoeding is maximaal € 8,9618 per aandeel. Mogelijk krijgt dit fonds een beursnotering. Wie precies voor dit Fortisfonds in aanmerking komt is echter nog onduidelijk. De Belgische Raad van State heeft echter scherpe kritiek geuit op dit fonds, omdat het een ongelijke behandeling tussen de aandeelhouders zou invoeren, wat strijdig is met de Belgische Grondwet. De regering weerlegt dit echter.

## Ontmanteling Fortis na crisis
Fortis Bank is op 23 juni 1999 opgericht en was een fusie van de verschillende banken van de Fortisgroep (ASLK, BPC, Generale Bank, MeesPierson en VSB Bank).
Tot de splitsing van de onderdelen bestond het bedrijf uit twee delen; het Belgische Fortis S.A./N.V. en het Nederlandse Fortis N.V.. Sindsdien heeft het oorspronkelijke moederbedrijf (Fortis holding) niets meer te maken met het bancaire gedeelte van het bedrijf.

### Fortis België
Volgens nadere besluiten van oktober 2008 zou de Belgische staat 75% van de 100% van Fortis Bank S.A./N.V. die zij in handen zou hebben, doorverkopen aan BNP Paribas. Op 6 november 2008 werd bekend dat deze bank (met ook verzekeringsactiviteiten) onder de nieuwe naam BNP Paribas Fortis zou gaan opereren. Op 11 februari 2009 zouden de aandeelhouders van de Fortis holding hierover stemmen, maar omdat de aankoop door de Belgische staat van de resterende 50,1% van Fortis Bank S.A./N.V. was verworpen kwam de doorverkoop niet aan de orde. Op de aandeelhoudersvergadering van 28 en 29 april 2009 werd de deal wel aanvaard en dat betekende dat BNP Paribas 75% van de bank in handen kreeg en de Belgische overheid 25%. In november 2013 verkocht de Belgische federale regering het resterende aandelenbelang in BNP Paribas Fortis voor 3,25 miljard euro aan BNP Paribas.

#### Onderdelen
Fortis Bank (België) S.A./N.V. bestond uit:
- Fortis Investment Management Belgium N.V./S.A. en Fortis Investment Management NL Holding N.V.
  - Fortis Investments (ABN AMRO Asset Management is in het tweede kwartaal van 2008 geïntegreerd)
    - Fortis Funds (Nederland) N.V.
- Fortis Retail Banking, evenals het Fintro-netwerk[37] in België
- Fortis Private Banking
  - Fortis Private Banking Belgium
  - Fortis Private Banking Luxembourg

### Fortis Nederland
Fortis Bank Nederland N.V. is tijdens de splitsing verkocht aan de Nederlandse Staat en maakt sindsdien deel uit van de combinatie Fortis-ABN AMRO (ABN AMRO Group N.V.).
Naast Fortis Bank Nederland zijn er ook nog dochterondernemingen die zelf een bankvergunning hebben, dit zijn: Fortis Hypotheek Bank N.V., Fortis Groenbank B.V. en Direktbank N.V.. MeesPierson was een handelsnaam van Fortis N.V. en had geen aparte bankvergunning.

### Fortis Luxemburg
Fortis Banque Luxembourg S.A. is voor 66% in handen van BNP Paribas en voor 34% in handen van de Luxemburgse staat. Fortis Bank Luxemburg, op 22 december 2008 omgedoopt BGL S.A. (Banque Générale du Luxembourg, BGL) en in 2009 in BGL BNP Paribas.

### Ageas
De Fortis holding heeft de nieuwe naam Ageas gekregen en beheert de overgebleven onderdelen:
- 75% - AG Insurance (voorheen Fortis Insurance Belgium)
- 100% - Fortis Insurance International
- 45% - Royal Park Investments (gestructureerde kredietenportefeuille)

## Resultaten
In de onderstaand tabel enige financiële cijfers van Fortis over de periode 2004 tot en met 2008. In 2008 werd Fortis deels genationaliseerd en het Belgische deel overgenomen door BNP Paribas. In dat jaar leed het bedrijf een groot verlies van 28 miljard euro. In dat jaar werd Ageas de opvolger van de verzekeringsactiviteiten die bij Fortis zijn achtergebleven. Hier werkten aan het eind van 2008 ruim 10.000 medewerkers.
| Jaar | Omzet     | Nettoresultaat | Werknemers (in FTE) | Beurswaarde (per jaareinde) |
| ---- | --------- | -------------- | ------------------- | --------------------------- |
| 2004 | € 71.870  | € 2.353        | 48.859              | € 26.100                    |
| 2005 | € 90.359  | € 3.941        | 54.245              | € 34.500                    |
| 2006 | € 96.541  | € 4.351        | 56.886              | € 41.800                    |
| 2007 | € 120.457 | € 3.994        | 62.009              | € 39.600                    |
| 2008 | € 9.222   | € - 28.022     | 10.374              | € 2.400                     |

## Galerij

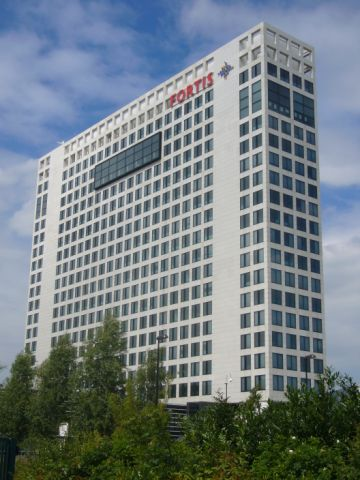
De provincie Utrecht is sinds 16 april 2012 gevestigd in het voormalige hoofdkantoor van Fortis
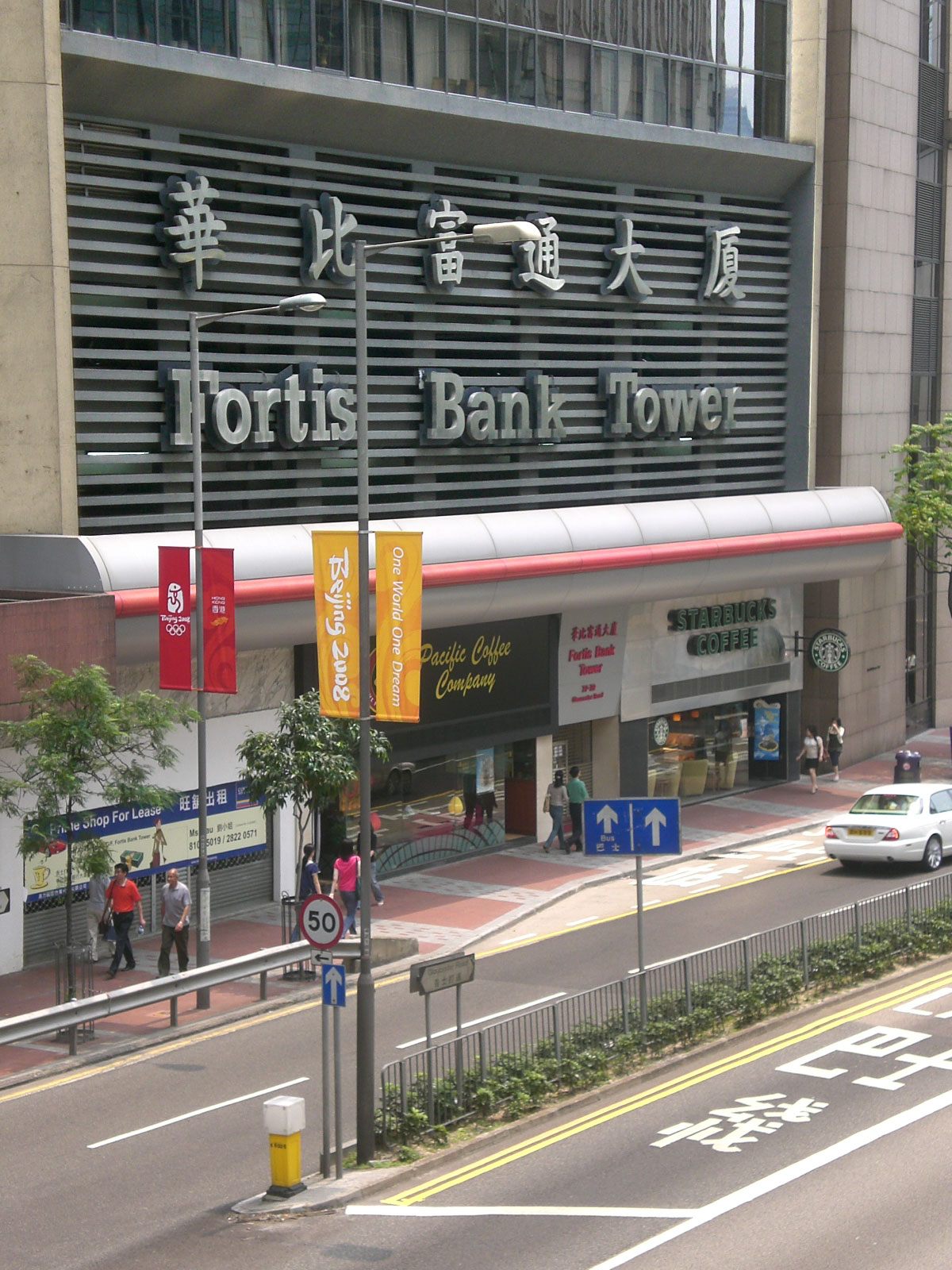
Fortis Bank Tower in Hongkong
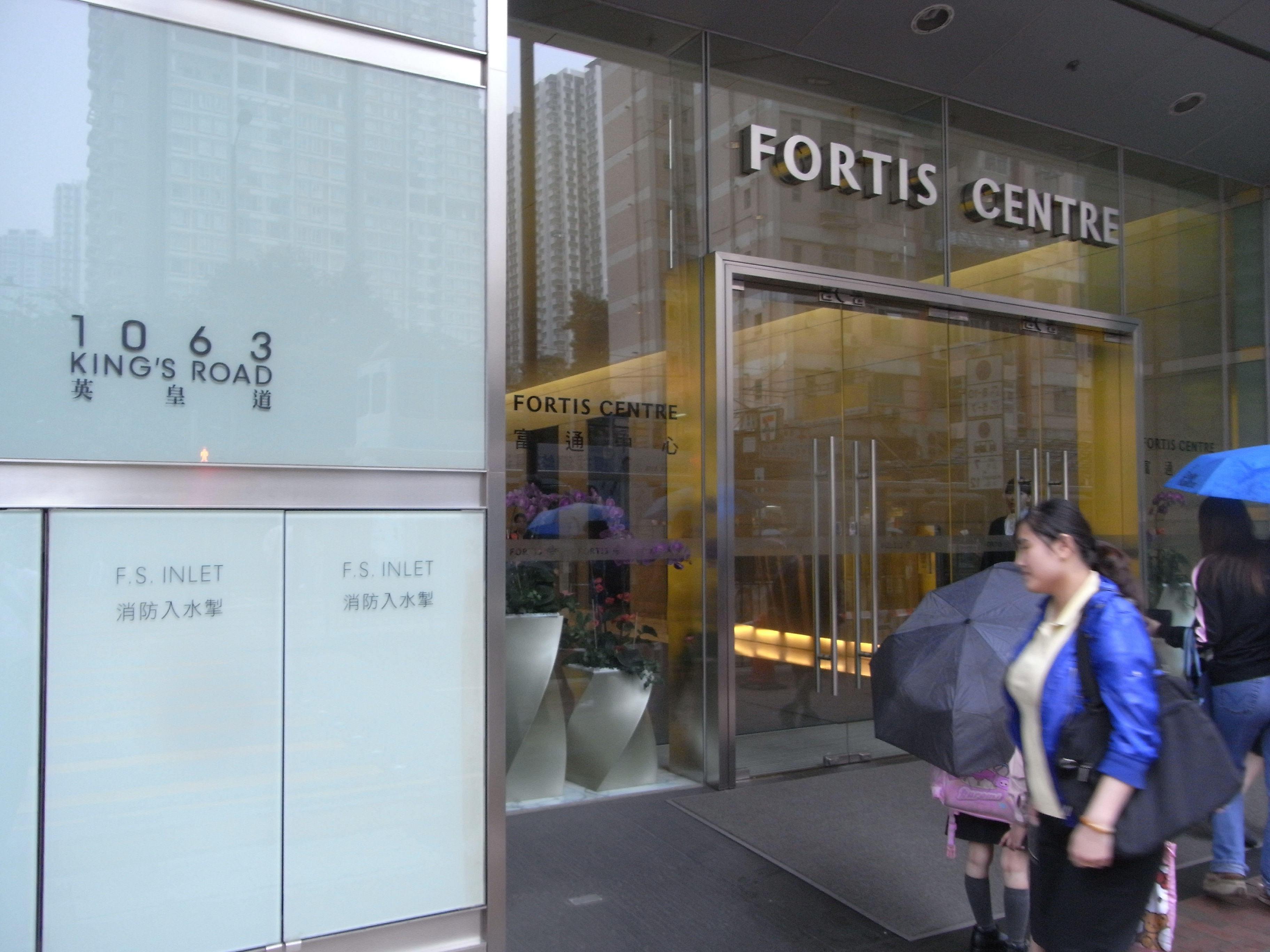
Fortis Center in Hong Kong